# Rejon stoliński
Rejon stoliński (biał. Сто́лінскі раё́н, Stolinski rajon, ros. Сто́линский райо́н, Stolinskij rajon) – rejon w południowo-zachodniej Białorusi, w obwodzie brzeskim.

## Geografia
Rejon stoliński ma powierzchnię 3342,06 km². Lasy zajmują powierzchnię 1278,99 km², bagna 670,85 km², obiekty wodne 71,02 km².

## Podział administracyjny
Rejon podzielony jest na dwa miasta: Dawidgródek i Stolin oraz między następujące sielsowiety:
- Bereźne
- Białousza
- Choromsk
- Chwedory
- Glinka
- Horodno
- Ladec
- Maleszewo Wielkie
- Mańkowicze
- Olszany
- Płotnica
- Radczysk
- Remel
- Rubel
- Ruchcza
- Rzeczyca
- Struga
- Widzibór
- Wielemicze.

## Ludność
- W 2009 roku rejon zamieszkiwało 80 695 osób, w tym 25 315 w miastach i 55 380 na wsi[2].
- 1 stycznia 2010 roku rejon zamieszkiwało ok. 80 300 osób, w tym ok. 25 200 w miastach i ok. 55 100 na wsi[3].